# QXL Ricardo
Le groupe QXL Ricardo fut l'une des grandes sociétés européennes de ventes aux enchères sur Internet qui rivalisèrent avec eBay sur le marché européen.
Ce groupe est né de la fusion en mai 2000 du britannique QXL avec l'allemand Ricardo. Son siège social se trouvait à Londres et le titre était coté à la bourse de Londres jusqu'au 7 mars 2008, date à laquelle le groupe fut acquis par Naspers pour un montant total de £946m.
À cette date, le groupe change son nom en Ricardo Groupe (ricardo-Gruppe) et prend la direction des filiales européennes. Toutefois, la direction de la partie polonaise est confiée directement à MIH, filiale de Naspers.

## Dans la presse
- Paul Ackermann, « Tous patrons grâce au web! », L'Hebdo, (27 juillet 2006) (consulté le 19 juillet 2007)
- Emmanuelle Jaquet, « Faire son blé sur eBay », nouvo - Télévision suisse romande, (18 mai 2006) (consulté le 19 juillet 2007)
- (de) Christian Andiel, « Rekorde, Baustellen und reiche Verbände », Tages-Anzeiger, (7 juin 2007) (consulté le 19 juillet 2007)